# Зуба, Хамид
Абдельхамид Зуба (2 апреля 1935, Bologhine, Французский Алжир — 2 февраля 2022) — алжирский футболист и тренер, пять раз возглавлял сборную Алжира. Как игрок выступал в 1950-х и 1960-х годах.

## Биография
Зуба начал карьеру игрока в «Ньоре». Но в 1958 году он уехал из Европы и присоединился к команде Фронта национального освобождения (эта команда фактически являлась предшественником сборной независимого Алжира), которая не признавалась ни ФИФА, ни Федерацией футбола Франции. Эта команда пропагандировала идеи независимости Алжира от Франции, что свершилось в 1962 году.
После этого в 1962 году он перешёл в чемпионат Швейцарии, где был играющим тренером «Гренхена». В октябре 1963 года он стал игроком в «Нима», где играл до 1966 года.
Зуба начал тренерскую карьеру, ещё будучи игроком. В основном, он тренировал алжирские команды, в том числе сборную страны, но также работал в Тунисе и Ливии.
Зуба умер 2 февраля 2022 года после продолжительной болезни.